# Phyllolabis zionensis
Phyllolabis zionensis là một loài ruồi trong họ Limoniidae. Chúng phân bố ở miền Tân bắc.